# Castillo de Tou
El castillo de Tou es un castillo aragonés en el término municipal del Aínsa-Sobrarbe, en la provincia de Huesca, España.
En la actualidad se encuentra en estado de ruinas es parte del área arqueológica (declarada Bien de Interés Cultural) del despoblado de Tou.

## Ubicación
El castillo de Tou propiamente dicho se encuentra en el extremo norte del conjunto arqueológico de Tou, aledaño al recinto fortificado que constituía el pueblo. Coincide con el punto más elevado del tozal de Peña Cotón, mientras que el resto de las ruinas que forman Tou están en la parte inferior.
El estado actual del despoblado, hecho ruinas salvo por la torre de la iglesia, hace que sea bastante difícil poder distinguir la donde termina el castillo y donde comienza las ruinas del pueblo.
No obstante, se puede distinguir un fragmento de la muralla que rodeaba la población que se ha conservado (parcialmente) con unos 3 metros de lienzo, en el sector noroeste, que es por donde el recinto habitado se juntaba con el castillo. Algunas trazas en la corona del tozal también hacen pensar en una base poligonal de alguna torre que habría podido pertenecer al castillo.